# 澳門舊城

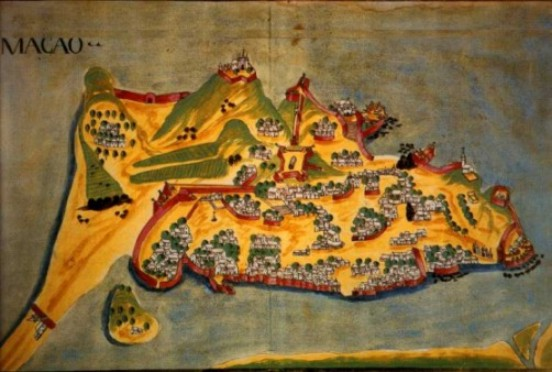
1639年的澳門地圖

澳門舊城，又稱澳門城、澳門街、澳城、天主聖名之城（葡萄牙語：Cidade do Nome de Deus de Macau），是指澳門發展早期在葡萄牙人治理之下，逐漸由海澳發展為城市的地區，為澳門市區最早的組成部分。2005年，澳門舊城建築遺跡以「澳門歷史城區」之名列入世界文化遺產。

## 沿革

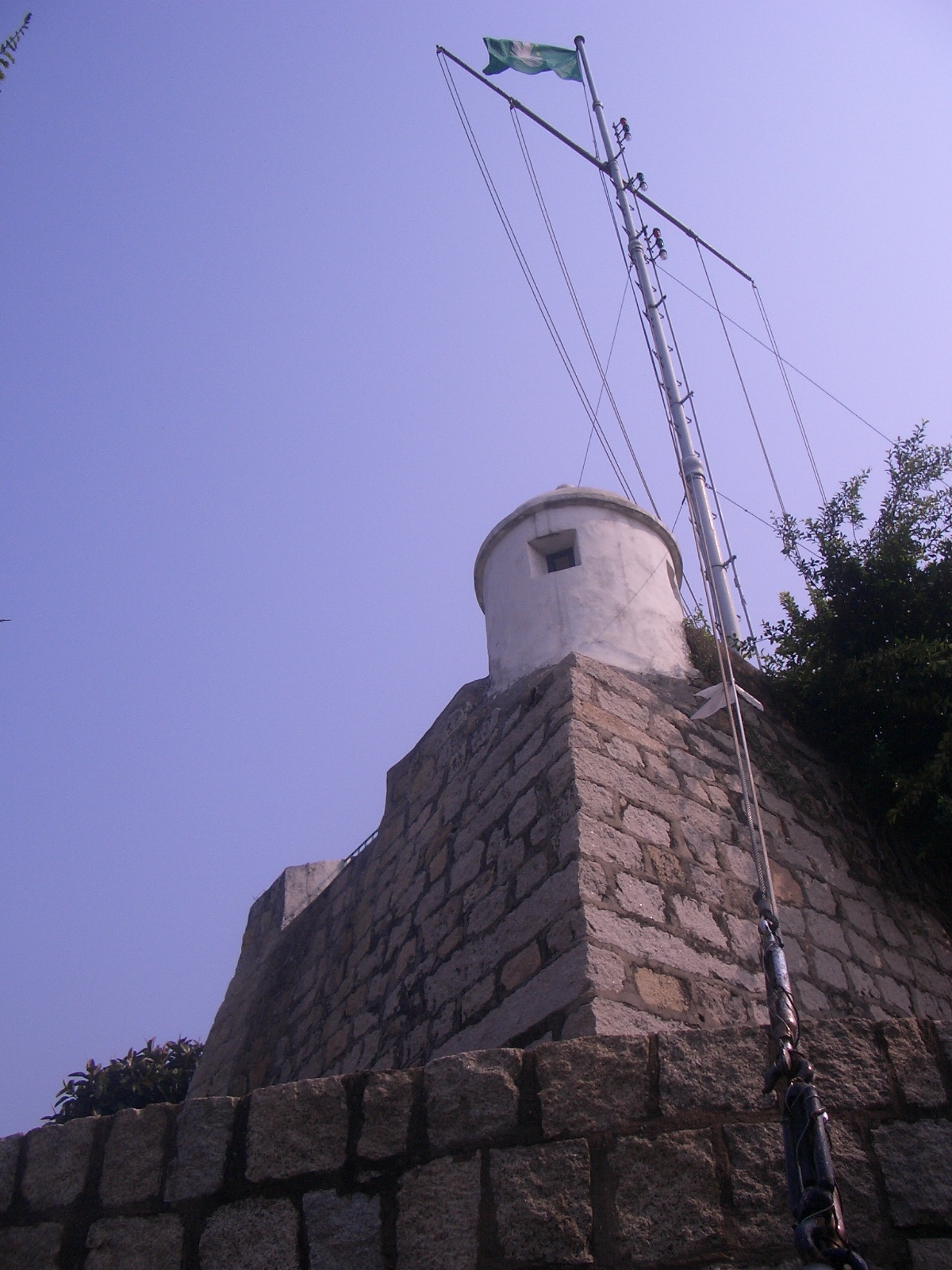
東望洋炮台的部分城牆與暸望台

最早期的澳門只有村落，沒有城市。而澳門舊城的建設可追溯至明朝，葡萄牙人在澳門正式定居，並修築永久性的建築物開始（1557年—1605年）。當時，葡萄牙人在內港北灣至下灣一帶（即現今的營地大街一帶），築成了俗稱「澳門街」的一條狹長商業兼住宅區。
澳葡當局開始在澳門建築城牆的時間，最早可追溯至明朝隆慶三年(即1569年)之前，不過其後被明朝政府勒令拆毀。直至1617年，澳葡當局的官員利用賄賂中國官吏的方式，成功再次築起城墻。1622年荷蘭人入侵澳門，葡萄牙人便以抵禦為理由築起一系列城牆。明天啟三年（即1623年），葡萄牙人命荷蘭俘虜聯同西班牙士兵和華人共同進行防禦工事，初築城牆以炮台為中心向兩旁伸展。同年經明政府官員強力干涉，北部城墻曾被拆毀。及至1632年，澳門北部城牆及炮台又復建完成。實際上，葡萄牙人在明朝傾覆與清朝初立（1644年）至南明滅亡（1661年）的內亂期間，仍繼續建築澳門城墻，最後在此築成了頗具規模的城鎮。據當時的澳門城市圖可見，整個澳門城的北部、東部及南部均築有城墻，而要塞更建置了大小不一的炮台。此時的澳門城，已成為軍事嚴密的城堡，成為葡萄牙統治澳門的象徵。
清道光二十九年（1849年），葡萄牙人在澳門總督亞馬留的指揮下驅逐城內的清政府官員，並拆毀望廈村的香山縣縣丞署。自此以後，澳門城完全由葡萄牙控制。及後，葡萄牙為擴張澳門的管理範圍，將城墻陸續拆毀。隨時代變遷，澳門城墻的作用亦隨社會的發展已逐漸消失和拆卸，現存的舊城牆遺址便是昔日澳門城之一部分。

## 舊城牆與城門

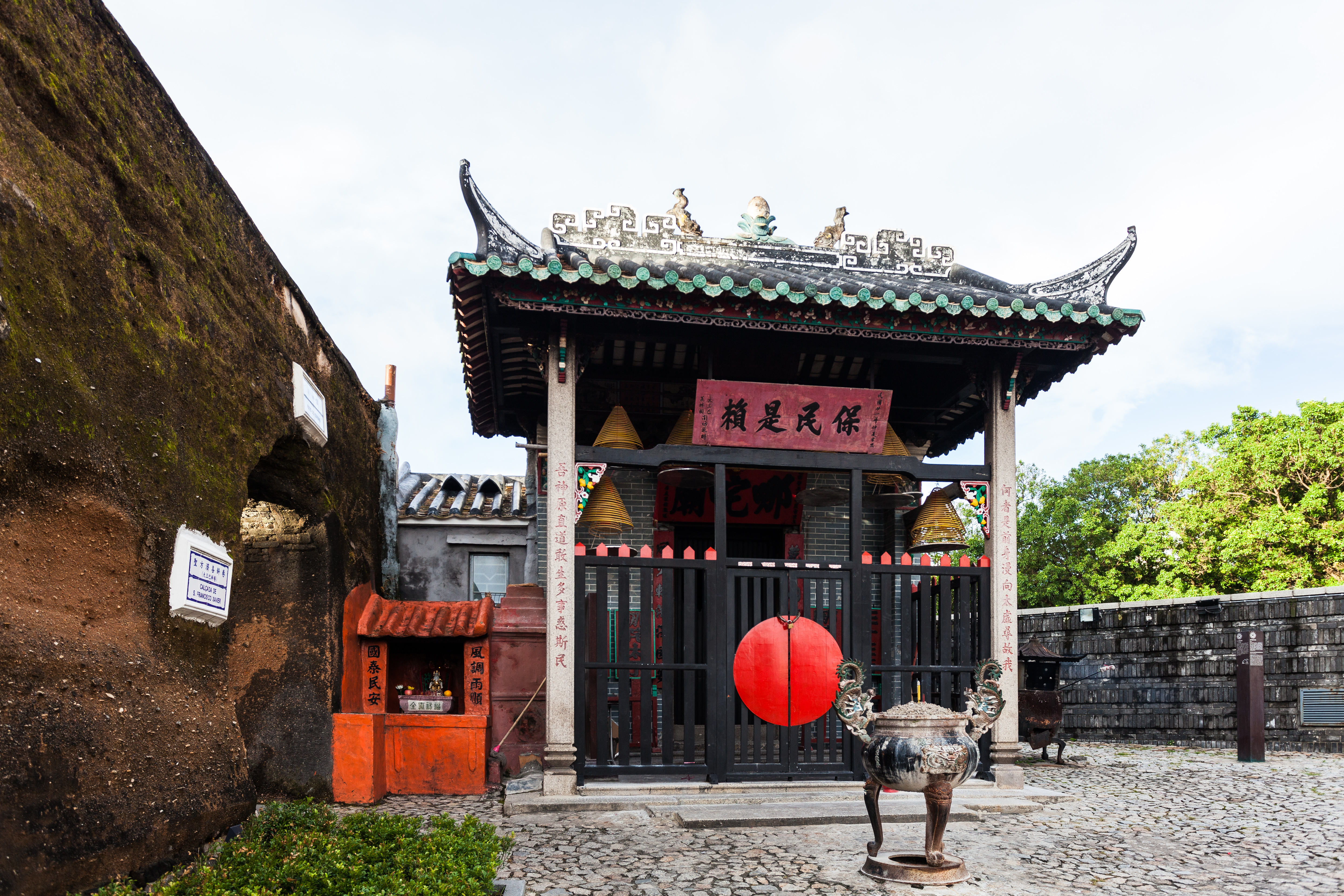
左邊為舊城牆遺址

據《澳門地理》描述昔日的城牆：“其牆所經，自今東望洋山頂天文臺西側起，下山，經水坑尾細井巷，上大炮臺，連接大炮臺城，複下山，再接慈幼院，北繞白鴿花園，經大三巴圍營地之西，南通天街經窗門街過萬里長城，媽閣廟之東北背、繞西望洋山城至海濱，足見葡人當時所占只限于三巴門城南之地，至今牆界，尚斷續可尋。”至今，城牆只餘下小部分遺址。
《香山縣誌》記載了城牆與城門：「夷所居地，西北枕山，高建圍牆，東南倚水為界。小門三：曰小三巴門，曰沙梨頭門，曰花王廟門，今俱塞；大門三：曰三巴門，曰水坑尾門，曰新開門；炮臺六，最大為三巴炮臺，臺冠山椒，列炮四十七，銅具十六、餘鐵，上宿蕃兵，下為窟室，貯焰硝……」可見早期城牆設三道主要城門，分別是三巴門、水坑門和新開門。三巴門在澳門以北，其上的大炮臺有葡萄牙軍隊駐守。根據學者考證，三巴門位置在今天連勝街與新勝街交界處。到清乾隆年間，葡萄牙人已將澳門城分四道城門，分別是大三巴門、小三巴門、沙梨頭門和花王廟門。現在，昔日的城門已不復存在了。

## 相關連結
- 澳門炮台
- 澳門歷史

## 外部連結
- 澳門文物網：舊城牆遺址
- 预告网：澳门回归纪念节日

1. ↑  關俊雄：〈三巴門歷史沿革及位置考 （页面存档备份，存于）〉，《文化雜誌》第102期，第116-129頁